# Rozdestnica wrotyczówka
Rozdestnica wrotyczówka (Galeruca tanaceti) – gatunek chrząszcza z rodziny stonkowatych i podrodziny Galerucinae.
Gatunek ten opisany został po raz pierwszy w 1758 roku przez Karola Linneusza jako Chrysomela tanaceti.
Chrząszcz o ciele długości od 6,5 do 11 mm, z wierzchu ubarwiony czarno. Wzdłuż bocznych krawędzi jego przedplecza biegnie para rynienkowatych bruzd, które są na przedzie znacznie głębsze niż z tyłu. Powierzchnia pokryw jest mocno punktowana, a między punktami błyszcząca z bardzo słabo widoczną siateczkowatą rzeźbą. Żeberka na pokrywach są co najwyżej słabo zaznaczone, częściej zredukowane do wąskich, gładkich i niepunktowanych pasków. Wzdłuż bocznych krawędzi pokryw również biegną rynienkowate bruzdy, które to okalają guzy barkowe i wchodzą na brzegi przednie pokryw. Tylne skrzydła są w pełni rozwinięte.
Polifagiczny roślinożerca. Owady dorosłe są aktywne od wiosny do jesieni. Żerują głównie przed zmierzchem i w dni pochmurne. Poza tym są licznie spotykane na drogach polnych i leśnych. Gatunek ten notowany jest jako szkodnik wielu roślin uprawnych, zwłaszcza sałaty siewnej i fasoli zwykłej.
Owad zachodniopalearktyczny, sięga od Europy i Afryki Północnej, przez Azję Mniejszą i Bliski Wschód po dorzecze Jeniseju. W Europie stwierdzony został w Hiszpanii, Francji, Wielkiej Brytanii, Belgii, Holandii, Luksemburgu, Niemczech, Szwajcarii, Liechtensteinie, Austrii, Włoszech, Danii, Szwecji, Norwegii, Finlandii, Estonii, Łotwie, Litwie, Polsce, Czechach, Słowacji, Węgrzech, Ukrainie, Rumunii, Bułgarii i południowej Rosji. Na północ sięga za koło podbiegunowe. W Polsce wszędzie pospolity.